# Радева, Виктория
Виктория Радева (болг. Виктория Радева; род. 15 мая 2001) — болгарская шахматистка, гроссмейстер среди женщин (2021). Победительница чемпионата Болгарии по шахматам среди женщин (2018, 2019, 2023).

## Биография
В 2011 году Виктория Радева завоевала серебро на чемпионате мира по шахматам среди девушек в возрастной группе до 10 лет.
Виктория Радева два года подряд побеждала на чемпионатах Болгарии по шахматам среди женщин: 2018 и 2019.
В июле 2021 года Виктория Радева приняла участие в Кубке мира по шахматам среди женщин в Сочи, где в 1-м туре уступила американской шахматистке Татев Абрамян со счётом 0:2.
За успехи в турнирах ФИДЕ в 2020 году присвоила ей звания международного мастера среди женщин (WIM), а в 2021 году — международного гроссмейстера среди женщин (WGM).

## Изменения рейтинга
| Графики недоступны из-за технических проблем. См. информацию на Фабрикаторе и на mediawiki.org. |